# Club Atlético Vélez Sarsfield (fútbol femenino)
El Club Atlético Vélez Sarsfield es una entidad deportiva de Argentina con sede en el barrio de Liniers, Buenos Aires. Fue fundado el 1 de enero de 1910. Identificado con su apodo «El Fortín», es una asociación civil sin fines de lucro, recayendo su propiedad en sus 43.500 socios.
La sección de fútbol femenino inició como disciplina de la institución en 2018 y actualmente milita en la Primera División B (segunda categoría).

## Historia

### Inicios
El fútbol femenino se inauguró como disciplina en El Fortín en el año 2018. Desde finales de 2017, el en ese entonces candidato a presidente de la institución Sergio Rapisarda, tenía presente sumar al fútbol femenino como deporte amateur. El 22 de enero de 2018 fue anunciado oficialmente y en marzo comenzaron las actividades. Este constaría de dos divisiones, el "Formativo y Recreativo" para chicas de 6 a 17 años y la "Liga Velezana Femenina" para mujeres de 18 en adelante. Si bien comenzó de forma recreativa, a finales de ese mismo año se conformó un plantel de Primera División que disputó varios amistosos, una Sub-18 y categorías infantiles.

### Debut oficial en AFA
Haría su estreno oficial en torneos organizados por AFA en el año 2019. Compitiendo en la Primera División C, tercera categoría de fútbol argentino, en la temporada 2019-20. Su partido debut se dio el 15 de septiembre de 2019, con una victoria 0-1 ante Trocha, en calidad de visitante. Carla Caceci fue la autora del gol y se convirtió en la primera futbolista velezana en anotar oficialmente para el equipo.

### Primer título y ascenso
El torneo en disputa fue suspendido por las medidas gubernamentales para evitar la propagación del COVID-19. Se reanudó el 5 de diciembre de 2020 con un torneo reducido, en el que El Fortín se consagró campeón, obteniendo así su primer título oficial, luego de ganar la final disputada el 30 de diciembre ante San Miguel por 5-0. Su ascenso a la Primera División B ya había sido conseguido tres días antes, el 27 de diciembre de 2020, luego de ganar en las semifinales a Argentino de Merlo, ya que tanto el campeón como subcampeón ascenderían.

### Segundo Ascenso
El 7 de diciembre de 2024, las Fortineras consiguieron el ascenso a la máxima categoría luego de vencer por penales a Estudiantes de La Plata en la vuelta de la final.

### Actualidad
En la actualidad disputa la Primera División de Argentina. 

## Jugadoras

### Plantel
Actualizado a junio de 2025.

## Palmarés
| Competición        | Ascenso |
| ------------------ | ------- |
| Primera División B | 2024    |
| Primera División C | 2020    |